# Casato di Sverker
Il Casato di Sverker fu un casato reale svedese dell'Östergötland.
Dopo l'estinzione del Casato di Stenkil e l'ascensione di Sverker I di Svezia nel 1130, in Svezia cominciò una guerra civile. All'inizio c'erano diversi pretendenti su cui Sverker I emerse come vincitore; più tardi, la guerra si trasformò in una lotta per il potere tra i due casati di Sverker e di Erik. Questi due casati si alternarono al trono per diverse generazioni, finché intorno al 1220 il Casato di Erik prevalse e gli Sverker si estinsero.
Come in tutte le lotte di successione medievali, il risultato finale fu un re discendente da entrambi i casati. Nel 1250 Valdemaro dei Folkung ascese al trono; egli aveva ereditato il sangue degli Erik da sua madre (che era sorella dell'ultimo re di quel casato, Erik XI di Svezia) e un po' del sangue degli Sverker dalla madre di suo padre Birger Jarl (che era figlia di un figlio cadetto di Sverker I).